# Malamente
«Malamente» és una cançó gravada i interpretada per la cantant i compositora Rosalía. El tema va ser llançat el 30 de maig de 2018 a través del segell discogràfic Sony Music com el primer senzill del segon àlbum d'estudi de la cantant, titulat El mal querer (2018).

## Antecedents
A finals d'abril de 2018, Rosalía va publicar un breu vídeo-documental a les seves xarxes socials on parlava del seu nou treball discogràfic. Va dir: "Tot el que tinc ho estic deixant aquí; estic en números vermells, estic arriscant molt. Aquest projecte és el que sempre he volgut fer, porto molt de temps pensant en fer un disc com el que ara publicaré. La inspiració flamenca segueix allà però, al mateix temps és una altra cosa".
Tres dies després del llançament internacional del tema «Brillo», compost per la mateixa cantant i en col·laboració amb el cantant de reggaeton colombià J Balvin, Rosalía va anunciar a les xarxes socials que llançaria un nou senzill en els dies vinents. El 29 de maig va revelar la data de llançament la cançó i el seu títol.

## Recepció

### Crítica
Després del llançament de la cançó, aquesta va tenir una repercussió internacional gràcies a la seva intensa promoció i el seu nou so. Persones com Kourtney Kardashian o Dua Lipa van mostrar la seva satisfacció amb el nou tema de la Rosalia, compartint en les seves respectives xarxes socials. La revista nord-americana Pitchfork va dir que la veu de la cantant era "un suau vellut líquid i va afegir que la cançó consumeix l'oient amb tambors i sintetitzadors suaus que et arrosseguen al seu món completament". The Guardian va dir que "Rosalia és la cosa més excitant que li passarà a la música aquest 2018". El tema va ser nominat en cinc categories a Grammy Llatí el 2018, de les quals va guanyar dos a "millor fusió / interpretació urbana" i "millor cançó alternativa". Els premis es van celebrar el 15 de novembre a Las Vegas.

### Comercial
El vídeo musical de «Malamente» va ser reproduït més d'un milió de vegades dos dies després del seu llançament i acumulava dos milions de visualitzacions el 3 de juny de 2018 a YouTube, així com un milió de streams a Spotify. «Malamente» va ser certificat disc d'or a Espanya la primera setmana de juliol, així com disc de platí a l'agost de 2018. Finalment, l'octubre d'aquest mateix any va ser certificat doble platí. Molts mitjans van comparar la cançó amb «Macarena», composta per Los del Río el 1993.

## Vídeo musical
El vídeo musical va ser llançat simultàniament al costat del senzill en plataformes digitals. Va ser dirigit i produït per l'empresa Canada en la primera vegada que aquesta productora va treballar amb la cantant espanyola. El vídeo va ser nominat a tres premis UK Video Music Awards dels quals va guanyar en dues de tres categories: 'millor vídeo pop' i 'millor direcció'.

## Presentacions
Va ser interpretat per primera al Festival Sónar 2018 celebrat a la Fira de Montjuïc el 15 de juny d'aquest any. Setmanes després, Rosalía va tornar a presentar el tema en el Festival Cultura Inquieta celebrat a Getafe. A finals de juliol va ser presentat en viu a la plaça de Quintana de Santiago de Compostel·la. Rosalía va formar part del cartell del Starlite Festival de Marbella, on el va presentar el 24 d'agost. El 5 de setembre, la cantant va tocar la cançó en el Hollywood Bowl de Los Angeles com a part del setlist que va presentar quan va ser la telonera del colombià Juanes. Una setmana després, Rosalía va presentar la cançó per primera vegada en Miami per celebrar les seves cinc nominacions als Grammy Llatins. A finals de setembre, Rosalía es va presentar al Biennal de Flamenc de Sevilla, on va cantar el tema. El 16 d'octubre, la cantant va acudir al programa Later ... with Jools Holland de la BBC, on va interpretar «Malamente» i «Penso en tu mirá». Un dia després, la cantant va oferir un concert al Village Underground de Londres, on va tornar a interpretar la cançó per segona vegada al Regne Unit. El 4 de novembre, Rosalía va interpretar el tema en la gala dels MTV Europe Music Awards 2018, celebrats a Bilbao.